# Senantes, Oise

Senantes este o comună în departamentul Oise, Franța. În 1 ianuarie 2022 avea o populație de 583 de locuitori.